# Bandiera del Belgio
La bandiera del Belgio è caratterizzata da un classico tricolore.

## Descrizione
La bandiera belga, con le sue tre fasce verticali di nero, giallo e rosso, rappresenta l'unione e la libertà del paese. I colori sono ispirati allo stemma del Ducato di Brabante, un'antica regione storica dei Paesi Bassi. La bandiera fu creata nel 1830, durante la rivoluzione belga che portò all'indipendenza dai Paesi Bassi. Il disegno verticale, simile alla bandiera francese, è stato scelto per la sua semplicità e facile identificazione. 
Il disegno verticale è basato sulla bandiera francese mentre i colori sono stati presi da quelli del Ducato di Brabante.
La bandiera venne creata a Bruxelles da Édouard Ducpétiaux e Lucien Jottrand nell'agosto 1830 e adottata il 30 settembre, poco dopo l'ottenuta indipendenza dei Belgi dai Paesi Bassi. La bandiera ha giocato un ruolo importante durante le rivolte, dove i colori servivano come ricordo di una vecchia bandiera con bande orizzontali usata durante i precedenti moti del 1789. 

## Bandiere storiche

Bandiera dei Paesi Bassi austriaci (1714-1797)
Bandiera della Rivoluzione del Brabante e degli Stati Belgi Uniti (1789-1790)
Bandiera della Rivoluzione belga (1830-1831)